# Limites de Atterberg

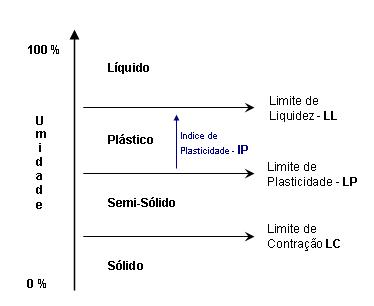
Figura esquemática indicando a posição relativa dos Limites de Atterberg e do índice de plasticidade.

Os limites de Atterberg ou limites de consistência são métodos de avaliação da natureza de solos criado por Albert Atterberg. Através duma série de testes e ensaios é possível definir o Limite de liquidez, o Limite de plasticidade e o Limite de contração de um solo. Apesar da sua natureza fundamentalmente empírica, estes valores são de grande importância em aplicações de Mecânica dos solos, tais como a determinação do Índice de plasticidade e a actividadePE ou atividade dos solosPB.
Em Portugal, a Norma Portuguesa NP 143:1969 (Ed. 2) é utilizada para a determinação de limites de consistência dos solos.
O procedimento é padronizado no Brasil pelo Método NBR7180